# Yeter
Yeter (título de distribución: Wedlock) es una serie de televisión turca de 2015, producida por Koliba Film y emitida por ATV.

## Trama
Aylin se casa con el famoso cirujano Yekta Harmanlı, quien transformará su vida en una pesadilla cuando muestra su verdadera cara. La situación se torna insostenible cuando se da cuenta de que su hijo, Kaan, se está convirtiendo día a día en un hombre violento como su padre. Es por esto, que cuando descubre que está embarazada otra vez, simula la muerte de su hija durante el parto, entregándosela a su hermano y a su esposa, quienes no han podido ser padres. Aylin pasará cinco años ahorrando dinero para huir de su esposo, pero todo se vuelve difícil cuando Yekta descubre su plan y el secreto de su hija comienza a ser develado.

## Reparto
- Pelin Karahan como Aylin Harmanlı.
- Yurdaer Okur como Yekta Harmanlı.
- Korel Cezayirli como Uras.
- Wilma Elles como İdil.
- Tolga Evren como Yılmaz.
- Selen Domaç como Filiz.
- Ayşin Yeşim Çapanoğlu como Handan.
- Fatih Koyunoğlu como zafer.
- Osman Albayrak como Coşkun.
- Tuğçe Kurşunoğlu como Ebru.
- Deniz Özmen como Dr. Selçuk
- Cansu Kurgun como Ada.
- Mustafa Mert Koç como Mert.
- Vahdet Çakar como Kemal.
- Doğan Can Sarıkaya como Kaan Harmanlı.
- Eliz Neşe Çağın como Duru.
- Cenk Torun como Gökhan.
- Ekin Türkmen como Miray.
- Hazım Körmükçü como Atlas.
- Hakan Ummak como Tayfun.
- Sibel Şişman como Yonca.
- Erdoğan Kapısız como Şevket.
- Hande Özen como Ela.
- Serhat Üstündağ como Mahir.

## Temporadas
| Temporada | Temporada | Episodios | Rango de episodios | Emisión original         | Emisión original        |
| Temporada | Temporada | Episodios | Rango de episodios | Inicio                   | Final                   |
| --------- | --------- | --------- | ------------------ | ------------------------ | ----------------------- |
|           | 1         | 26        | 1 - 26             | 31 de diciembre de 2015  | 30 de junio de 2016     |
|           | 2         | 14        | 27 - 40            | 22 de septiembre de 2016 | 22 de diciembre de 2016 |